# Испанское национальное радио
«Ра́дио Насьона́ль де Эспа́нья» (исп. Radio Nacional de España — «Испанское национальное радио»; RNE) — испанская государственная компания осуществлявшая радиовещание в 1937-2006 гг. по следующим программам:
- Radio Nacional (бывшее Radio 1) — универсальной направленности
- Radio Clásica (бывшее Radio 2) — классическая музыка
- Radio 3 — культура, общество и альтернативная музыка
- Ràdio 4 — универсальной направленности по-каталански
- Radio 5 — круглосуточные новости
- Radio Exterior de España — международная служба